# Sarah Maria Sun

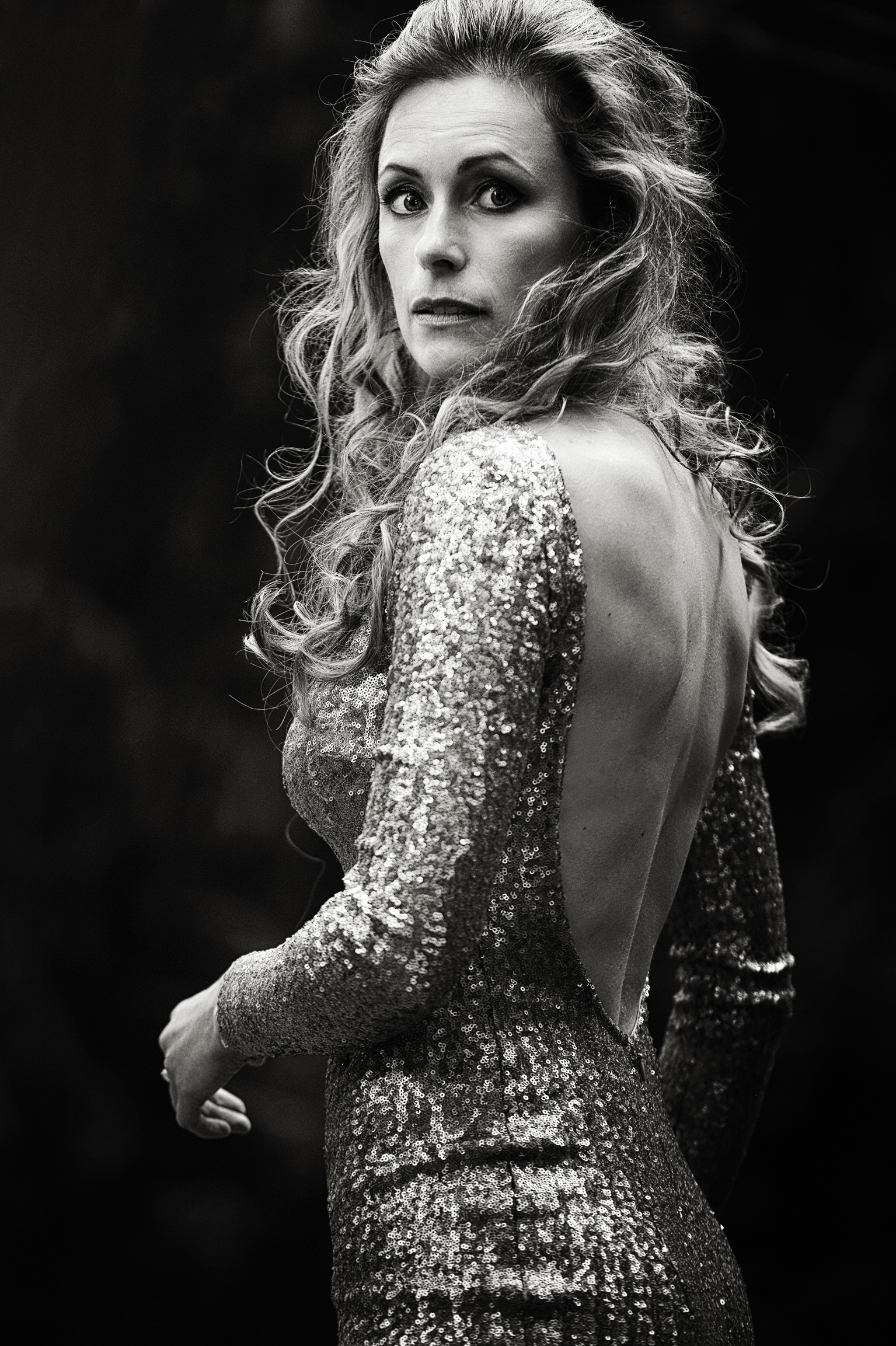
Sarah Maria Sun

Sarah Maria Sun (* 15. Februar 1978 in Hamm) ist eine deutsche Sängerin (Sopran).

## Leben
Sarah Maria Sun wuchs auf einem Bauernhof auf. Im Alter von 5 Jahren begann sie, klassische Gitarre zu lernen und gewann als Kind und Jugendliche mit dem Instrument verschiedene Wettbewerbe. Sie war Jungstudentin an der Folkwang Universität der Künste bei Hans Gräf. Ab dem 9. Lebensjahr erhielt sie zusätzlich Gesangsunterricht. Nach dem Abitur beendete sie ihre Gitarristinnen-Laufbahn, studierte Opern- und Lied-Gesang in Köln und Stuttgart und lernte anschließend bei Darinka Segota und Tanja Ariane Baumgartner.
Sie ist als Interpretin für Zeitgenössische Musik international bekannt. Ihr Repertoire umfasst neben zahlreichen Liedern, Opern- und Oratorienpartien über neunhundert Kompositionen des 20. und 21. Jahrhunderts. Im Laufe der Zeit wirkte sie an mehr als dreihundert Uraufführungen mit. Von 2007 bis 2014 war sie die erste Sopranistin der Neuen Vocalsolisten Stuttgart. Der NDR widmete ihr 2012, 2016 und 2018 in der Reihe NDR das neue werk eigene Portrait-Konzerte. In den Jahren 2017 für die Rolle der Elsa in Lohengrin von Salvatore Sciarrino bei den Osterfestspielen Salzburg und 2019 als Gwen in 4.48 Psychose von Philip Venables’ Oper nach dem Schauspiel von Sarah Kane an der Semper Zwei in Dresden wurde sie von der Zeitschrift Opernwelt als Sängerin des Jahres nominiert.
Sie sang unter Dirigenten wie Sir Simon Rattle, Kent Nagano, Alan Gilbert, Thomas Hengelbrock, Susanna Mälkki, Peter Rundel und Heinz Holliger. Außerdem arbeitete sie mit dem Gewandhausorchester Leipzig, den Berliner Philharmonikern, den Sinfonieorchestern des NDR, BR, SWR und WDR, den Dresdner Philharmonikern, dem Antwerp und dem Tokyo Symphony Orchestra sowie Ensembles wie der musikFabrik, dem Ensemble Modern, ensemble mosaik, Ensemble intercontemporain, den Streichquartetten Diotima, Arditti, Minguet und Signum.
Für Meisterkurse für Vokalmusik des 20. und 21. Jahrhunderts unterrichtete sie u. a. an den Universitäten und Hochschulen von Oslo, Harvard, Chicago, Stockholm, Zürich, Luzern, Rostock, Moskau, Dresden, Hannover sowie Berlin. Seit 2019 ist sie Lehrbeauftragte an der Musikhochschule Luzern. Sie ist Veganerin und engagiert sich für Tierrechte.

## Repertoire

### Musiktheater-Rollen
- Anna, Die Sieben Todsünden von Kurt Weill, (Hochschule für Musik Köln, 1999)
- Polly, Jenny, Die Dreigroschenoper (Hochschule für Musik Köln, 1999)
- Gretel, Hänsel und Gretel von Engelbert Humperdinck (Hochschule für Musik und Darstellende Kunst Stuttgart, 2003)
- Dinah, Trouble in Tahiti von Leonard Bernstein (Wilhelma-Theater in Stuttgart, 2003)
- Sopran 1, Die Süße unserer traurigen Kindheit von Hans Tutschku (Staatstheater Stuttgart, 2005)
- Amalia Bernadette, Erwin das Naturtalent von Mike Svoboda (Junge Oper in Stuttgart, 2005)
- Sequenza III, Passaggio von Joachim Schlömer und Luciano Berio (Nationaltheater Mannheim, 2005)
- Miss Donnithorne, Miss Donnithorne’s Maggot von Peter Maxwell Davies (Theaterhaus Stuttgart, 2006)
- Suzanna, Pedro Paramo von Julio Estrada (Theaterhaus Stuttgart und UNAM in Mexiko-Stadt, 2006)
- Medea, Fremd von Hans Thomalla (Forum Neues Musiktheater in Stuttgart, 2006)
- Pierrot Lunaire, Pierrot Lunaire von Arnold Schönberg (Oper Leipzig, 2007)
- Prinzessin Ulla, Prinzessin Ulla und die Schöne Lau von Thomas Stiegler (Württembergische Landesbühne Esslingen, 2009)
- Visiones Vicciones von Michael Hirsch, Elena Mendoza und José María Sánchez Verdú (Theaterhaus Stuttgart, Gasteig in München und Konzerthausorchester, 2009)
- Aura, Aura von José María Sánchez Verdú (Teatro de la Zarzuela in Madrid, Theaterhaus Stuttgart, Teatro Goldoni in Venedig und Volksbühne Berlin, 2009)
- La Mujer, En la medida de las cosas von César Camarero (Biennale di Venezia, Theaterhaus Stuttgart und Teatros del Canal in Madrid, 2010)
- Patrizia, Das Gesicht im Spiegel von Jörg Widmann (Rheinoper in Düsseldorf, 2010)
- Maria Maddalena, Infinito Nero von Salvatore Sciarrino (Forum Neues Musiktheater in Stuttgart, 2004 und Werkstatt Staatsoper Berlin, 2010)
- Katja, Wasser von Arnulf Herrmann (Oper Frankfurt, 2012)
- Sopran 1, Serial Sevens von Francesca Verunelli (Biennale di Venezia und Theaterhaus Stuttgart, 2012)
- Child, AGMD von Giovanni Bertelli (Biennale di Venezia und Theaterhaus Stuttgart, 2012)
- Dede (Cover), A Quiet Place von Leonard Bernstein (Konzerthausorchester, 2013)
- Junger Chinese, Der goldene Drache von Péter Eötvös (Oper Frankfurt, 2014)
- Junge Frau, Ein Sommertag von Nikolaus Brass (Münchener Biennale, Ultraschall Berlin, 2014)
- Sirene 1, Sirenen – Bilder des Begehrens und des Vernichtens von Rolf Riehm (Oper Frankfurt und Ultraschall Berlin, 2014)
- Sopran, Aventures & Nouvelles Aventures von György Ligeti (GAIDA Festival in Vilnius, 2003, Forum Neues Musiktheater in Stuttgart, 2003, Biennale di Venezia, 2010, Berliner Philharmonie, 2012 und DIALOGE in Salzburg, 2014)
- Sopran, Utopien von Dieter Schnebel (Münchener Biennale, Konzerthausorchester und Theaterhaus Stuttgart, 2014)
- Krümel, Die Brüder Löwenherz von Helmut Oehring (Semper Zwei in Dresden, 2015)
- Sopran 1, Hölderlin von Peter Ruzicka (Theater Basel, 2015)
- Umma, Whatever Works von Arturo Fuentes und Manuela Kerer (Wien Modern, Rabenhof Theater und Stadttheater Bozen, 2015)
- Mutter, Geschichte von Oscar Strasnoy (Werkstatt Staatsoper Berlin, 2015)
- Hanna, The killer in me is the killer in you my love von Ali N. Askin (Semper Zwei in Dresden, 2016)
- Landlady, South Pole von Miroslav Srnka (Staatstheater Darmstadt, 2017)
- Sopran, Kein Licht von Philippe Manoury (Opéra-Comique in Paris, Ruhrtriennale, Kroatisches Nationaltheater in Zagreb, Opéra national du Rhin in  Straßburg  und Grand Théâtre de la Ville de Luxembourg, 2017)
- Elsa, Lohengrin von Salvatore Sciarrino (Osterfestspiele Salzburg[8][9] und Semper Zwei in Dresden, 2017)
- Die Liebende, Die Vorübergehenden von Nikolaus Brass (Münchner Opernfestspiele, 2018)[9]
- Marie und Karoline,  Lunea von Heinz Holliger (Opernhaus Zürich, 2018)
- Der Opernwürfel von Georg Nussbaumer (BAM! Festival Berlin, 2018)
- Elisa, My Fair Lady von Frederick Loewe (Elbphilharmonie Hamburg, 2019)
- Anna I und II, Die sieben Todsünden (Beethovenfest, Bonn, 2019)
- Molly Bloom, Yes I will Yes von Dieter Schnebel (resonanzraum in Hamburg, 2016, Festival Internacional Cervantino in Mexiko, 2018, UNAM Festival Vértice in Mexiko-Stadt, 2018 und Elbphilharmonie Hamburg, 2019)
- Gwen, 4.48 Psychose von Philip Venables (Semper Zwei in Dresden, 2019)[10]
- Kolik nach Rainald Goetz von Jannik Giger, Leo Hofmann und Benjamin van Bebber (Gare du Nord in Basel, 2018, Radialsystem in Berlin, 2019 und Elbphilharmonie Hamburg, 2020)[11][12]
- Carlota, Carlotas Zimmer von Arturo Fuentes (Klangspuren Schwaz, 2018, Festival Internacional Chihuahua in Mexiko, 2019, und UNAM Festival Vértice in Mexiko-Stadt, 2019)

### Sopran + Orchester/Ensemble (Auswahl)
- Georges Aperghis: Sept Crimes de l’amour, Cinq Couplets, Contretemps, Le Rire physiologique
- Thomas Arne: The Morning
- Luciano Berio: Laborintus, Sinfonia, Passaggio, Air
- Samuel Blaser: Work Songs (UA, Semper Zwei in Dresden, 2016)
- Sasha J. Blondeau: Atlas I (UA, Witten, 2019)
- Pierre Boulez: Pli selon pli
- Nikolaus Brass: Sommertag (UA, Münchener Biennale, 2014), Der Goldene Steig (UA, musica viva, 2017), Stimme und Tod (UA, Eclat, 2010), Die Vorübergehenden (UA, Münchner Opernfestspiele, 2018)
- Luis Codera Puzo: Aproximación a lo indivisible (UA, Frankfurt, 2013), Empor (UA, Barcelona, 2017), Compression Music (UA, Barcelona, 2018)
- Unsuk Chin: Akrostichon
- Luigi Dallapiccola: Divertimento
- Andreas Dohmen: … blinde worte … (Musik für G.P.H.) (UA, Witten, 2019)
- Hanns Eisler: Op 5. Palmström
- Óscar Escudero: [custom #1] (UA, Heidelberger Frühling, 2016)
- Péter Eötvös: Der goldene Drache (UA, Oper Frankfurt, 2014)
- Ivan Fedele: Paroles y palabras
- Luc Ferrari: Chick to chick aus Journal Intime
- Arturo Fuentes: Carlotas Zimmer, La habitación de Carlota (spanische Version)
- Zeynep Gedizlioğlu: Wenn du mich hörst, klopf zwei mal (UA, Wien Modern, 2012)
- Marta Gentilucci: Lob der Ferne (UA, Eclat, 2009), Auf die Lider (UA, Heidelberger Frühling, 2016)
- Sarah Glojnarić: Artefacts #2 (UA, Witten, 2019)
- Gérard Grisey: Quatre Chants pour Franchir le Seuil
- Georg Friedrich Haas: Atthis
- Karl Amadeus Hartmann: Friede Anno 48
- Hans Werner Henze: Being Beauteous
- Alejandra Hernandez: TESA (UA, UNAM in Mexiko-Stadt, 2019)
- Arnulf Herrmann: Tour de Trance (UA, musica viva, 2017)
- Heinz Holliger: À plume éperdue (UA, Lucerne Festival, 2015), Dämmerlicht (UA, Suntory Hall in Tokio, 2015), Increschantüm, Adieu à P.B. (UA, Heidelberger Frühling, 2016), Grignan (UA, Heidelberger Frühling, 2016), Sechs Lieder nach Gedichten von Christian Morgenstern, Lunea (UA, Opernhaus Zürich, 2018)
- Nicolaus Anton Huber: Covered with music
- Matthias Kaul: Sunfish (UA, Heidelberger Frühling, 2016)
- Bernhard Lang: Cold Trip 1 (UA, MaerzMusik, 2016), Songbook II (UA, 2016), Hermetica V (UA, 2014)
- Philippe Manoury: Kein Licht (UA)
- Peter Maxwell Davies: The Telephone
- Jan Müller-Wieland: König der Nacht (UA, Hamburg, 2014)
- Luigi Nono: Canti di vita e d'amore, La fabbrica illuminata
- Per Nørgård: Seadrift (soprano, ensemble)
- Georg Nussbaumer: Tristan und Apnoe (UA, rainy days in Luxemburg, 2015), Schönes Bildnis mit Mozarterwärmung, Der Opernwürfel (UA, BAM! Festival Berlin, 2018)
- Enno Poppe: Interzone
- Alberto Posadas: La Tentación de Las Sombras (UA, Witten, 2013)
- Aribert Reimann: ...ni una sombra, Die schönen Augen der Frühlingsnacht
- Ottorino Respighi: Il Tramonto
- Rolf Riehm: Sirenen – Bilder des Begehrens und des Vernichtens (UA, Oper Frankfurt, 2014)
- Peter Ruzicka: Streichquartett VI, Mnemosyne (UA, Elbphilharmonie Hamburg, 2017)
- José María Sánchez Verdú: Gramma
- Salvatore Sciarrino: Infinito Nero, Lohengrin
- Johannes Schöllhorn: Pierrot Lunaire (UA), va (UA, Eclat, 2017)
- Dieter Schnebel: Yes I will Yes
- Arnold Schönberg: Streichquartett II, Erwartung
- Franz Schubert/Aribert Reimann: Mignon
- Oscar Strasnoy: Chanzuns Popularas Rumanchas (UA, La Chaux-de-Fonds, 2019)
- Iris ter Schiphorst: Assange – Fragmente einer Unzeit (UA, Muziekgebouw aan ’t IJ in Amsterdam, 2019)
- Mikel Urquiza: Alfabet (UA, Witten, 2019)
- Claude Vivier: Ojikawa, Hiérophanie
- Kurt Weill/Heinz Karl Gruber/Christian Muthspiel: Die Sieben Todsünden (neue Version für kleines Orchester, UA, Beethovenfest, 2019)
- Jörg Widmann: Versuch über die Fuge
- John Zorn: Pandora´s Box (UA, 2013)

### Vokalensemble Kammermusik (Auswahl)
- Carola Bauckholt: nein allein, Instinkt, Stroh (UA)
- Giovanni Bertelli: AGMD (UA)
- Luciano Berio: A-Ronne
- Sandeep Bhagwati: Atish-e-Zaban (UA), Na Puchh Jab (UA), Limits and renewals (UA), New Year Canons (2014, 2015, 2016 etc.)
- Oskar Bianchi: Matra (UA), Ante Litteram I (UA), Ante Litteram II (UA)
- Sylvano Bussotti: Cinque Frammenti All'Italia
- John Cage: Litany for the Whale
- Elliott Carter: Mad Regales (UA, 2017)
- Friedrich Cerha: 2 Szenen (UA, 2010)
- Milica Djordjevic: ZID (UA, 2009)
- Andreas Dohmen: Infra (UA)
- Pascal Dusapin: Semino
- Ivan Fedele: Animus Anima II
- Francesco Filidei: Serantini (UA, 2008), Dormo molto amore (UA, 2012)
- Luca Francesconi: Herzstück (UA)
- Beat Furrer: Fama (UA)
- Clemens Gadenstätter: Oh-Weh (UA), Hey
- Bernhard Gander: horribile dictu (UA), Death tongue
- Georg Friedrich Haas: Schweigen I Fukushima (UA)
- Lars Petter Hagen: Notebook: Comfort Zone/Manuelita la Tortuga (UA)
- Manuel Hidalgo: Cuatro Citas de Juan Goytisolo, Beethovens Scherzo aus der 9. Symphonie (UA), Zwei Lieder
- Arthur Honegger: Le roi David
- Michael Jarrell: Formes Fragements IIb (UA), Car Le Pensé (UA)
- Mischa Käser: Präludien
- Gordon Kampe: Falsche Lieder (UA)
- Georg Katzer: Singstücke (UA, 2011)
- Bernhard Lang: Hermetica V (UA)
- Bruno Mantovani: Cantata n.1 (UA)
- Sarah Nemtsov: TOV (UA), Hoqueti
- Luigi Nono: ¿Donde estás hermano?
- Samir Odeh-Tamimi: Garten der Erkenntnis (UA, 2011), O Leute, rettet mich vor Gott (UA, 2012), Die Farbe des Wassers (UA, 2011), Jarich, Léxis
- Christoph Ogiermann: Inner Empire (UA, 2011)
- Hilda Paredes: Fragmentos de Altazor (UA)
- Rolf Riehm: Zwei Frauen
- Lucia Ronchetti: Coins and crosses (UA), Anatra al Sal, Le voyage d'Urien (UA, 2008), Studio detto dei venti, Sei personaggi in cerca d'autore (UA, 2011), Hombre de mucha gravedad, Le nuove musiche die Giulio Ceccini detto Romano (UA, 2008)
- José María Sánchez Verdú: Seis Madrigali Gramma (UA), Aura (UA), Scriptura Antiqua (UA, 2012), Atlas – Inseln der Utopie (UA), Castillo Interior (UA, 2012)
- Giacinto Scelsi: Sauh II und III, Tre Canti Popolari (UA), Hô
- Dieter Schnebel: Missa est (UA), Utopien (UA)
- Salvatore Sciarrino: 12 Madrigali (UA), 3 Canti senza pietri
- Elliott Sharp: Nakba Day (UA), Turing Test (UA, 2012), Then Gone (UA, 2012)
- Gerhard Stäbler: … ins Offene … (UA), Belfast Breakfast Songs
- Karlheinz Stockhausen: Aus den sieben Tagen, Stimmung, Sternklang, Menschen, hört (UA)
- Oscar Strasnoy: Geschichte, Piensa en mi (UA)
- Iris ter Schiphorst: Studien zu Figuren/Serie A (UA)
- Claude Vivier: Love Songs
- Jennifer Walshe: he wants his cowboys to sound like how he thinks cowboys should sound, Paddy Reilly runs with the Devil (UA, 2008), Watched over lovingly by silent machines (UA), The Soft Menagerie (UA, 2011), A Folk Song Collection (UA, 2011)
- Casper Johannes Walter: Infinito
- Walter Zimmermann: Das Zwiegespräch der beiden Rosen (UA)
- John Zorn: Frammenti Del Sappho (UA), Holy visions (UA)

### Lieder (Auswahl)
- Georges Aperghis: Le Rire physiologique
- Carl Philipp Emanuel Bach: Geistliche Oden und Lieder (Auswahl)
- Samuel Barber: Op. 2, Op. 10
- Vincenzo Bellini: La Ricordanza
- Luciano Berio: Folk Songs, Air, 4 Canzoni popolari
- Alban Berg: Sieben frühe Lieder
- Hector Berlioz: L'Île Inconnue
- Leonard Bernstein: I hate music (Liederzyklus), Two Love Songs, My Twelve-Tone Melody, La bonne cuisine (Liederzyklus), Glitter and be gay, There’s a law
- William Bolcom: Toothbrush Time, Surprise, He Tipped the Waiter
- Johannes Brahms: Fünf Ophelia Lieder, Die Mainacht, Deutsche Volkslieder (Auswahl)
- Benjamin Britten: Folk Songs, Cabaret Songs, Op. 58 Songs from the Chinese
- John Cage: The Wonderful Widow of Eighteen Springs, Nowth upon Nacht, The Flower, Forever and Sunsmell
- Claude Debussy: Trois Poèmes de Stéphane Mallarmé
- Léo Delibes: Les Filles de Cadix
- Hanns Eisler: Op. 5 Palmström-Lieder, Über den Selbstmord, Die Heimkehr
- Manuel de Falla: Siete canciones populares españolas
- Ivan Fedele: Paroles y Palabras
- Fanny Hensel: Op. 10 Fünf Lieder mit Begleitung des Pianoforte
- Paul Hindemith: Melancholie (UA), Das Marienleben
- Erich Wolfgang Korngold: Op. 22 Drei Lieder für Gesang und Klavier, Op. 14 Lieder des Abschieds
- Franz Lachner: Op. 59 Frauenliebe und -leben
- Bernhard Lang: Wenn die Landschaft aufhört (UA, Version für Sopran), I am a knot (UA, Version für Sopran)
- György Ligeti: Der Sommer
- Gustav Mahler: Des Knaben Wunderhorn, Kindertotenlieder, Rückert-Lieder
- Jules Massenet: Expressions lyriques
- Felix Mendelssohn Bartholdy: Auf Flügeln des Gesanges, Hexenlied, Lieblingsplätzchen, Der Mond
- Wolfgang Amadeus Mozart: Der Zauberer, Das Veilchen, Als Luise die Briefe ihres ungetreuen Liebhabers verbrannte, Dans un bois solitaire, Im Frühlingsanfang, Sehnsucht nach dem Frühlinge, An Chloe
- Modest Mussorgsky: Aus der Kinderstube
- Matthias Pintscher: Lieder und Schneebilder
- Henry Purcell: The blessed Virgin´s Expostulation, Lord, what is man?, With sick and famish’d eye, Sweeter than roses, I attempt from love’s sickness to fly, If music be the food of love, Music for a while
- Maurice Ravel: Chants Populaires
- Max Reger: Schlichte Weisen
- Rolf Riehm: Der Asra (UA, 2015), Es war (UA), Adieu sirènes
- Wolfgang Rihm: Ophelia Sings
- Arnold Schönberg: Pierrot Lunaire, Op. 15 Das Buch der Hängenden Gärten, Brettllieder [Cabaret Songs], Herzgewächse
- Franz Schubert: Der Hirt auf dem Felsen, Lied der Mignon, Nachtviolen, Prometheus, Geheimes, Im Abendrot, An die Musik, Ganymed, Gretchen am Spinnrade, Nähe des Geliebten, Der Musensohn, Die Forelle, Lachen und Weinen, Sei mir gegrüßt, Abschied von der Erde
- Clara Schumann: Op. 12
- Robert Schumann: Op. 98 Mignon-Lieder, Op. 42 Frauenliebe und -leben, Mondnacht, Op. 39 Liederkreis
- Salvatore Sciarrino: Due Melodie, Canto Degli Specchi
- Mátyás Seiber: Drei Morgensternlieder, More Nonsense, The owl and the pussycat
- Jean Sibelius: Diverse Lieder
- Richard Strauss: Krämerspiegel (Zwölf Gesänge), Brentano-Lieder, Rückert-Lieder, Ophelia-Lieder, Abend- und Morgenrot, Ständchen, Op. 10
- Igor Strawinsky: Trois poésies de la lyrique japonaise
- Thierry Tidrow: Das Neue Wunderhorn, oder: Die alten, bösen Lieder (UA, Heidelberger Frühling, 2016), Vier Elementarphantasien: Die Flamme (UA, Hochschule für Musik Freiburg, 2017), Die Meeresbrandung (UA, Hochschule für Musik Freiburg, 2017), Der Erdriese, Der Sturm
- Joaquín Turina: Las musas de Andalucía
- Claude Vivier: Hymnen an die Nacht
- Hildegard von Bingen: O dulcissime amator, De Sancta Maria
- Anton Webern: Op. 3 Fünf Lieder aus Der Siebente Ring, Op. 15 Fünf geistliche Lieder, Op. 18 Drei Lieder
- Kurt Weill: Lied des Lotterieagenten, Die Stille Stadt, Klopslied, Knickerbocker Holiday, Nana’s Lied, Berlin im Licht-Song, Es regnet, September-Song, Moritat, It never was you, Seeräuber-Jenny, Foolish heart, Speak low, Lost in the Stars, Bilbao-Song, Surabaya Johnny, Alabama Song, Wie lange noch, Und was bekam des Soldaten Weib, Der Abschiedsbrief, Je ne t’aime pas, Youkali, Die Sieben Todsünden, I’m a stranger here myself
- Egon Wellesz: Sonette der Elizabeth Barrett-Browning, The Leaden Echo and the Golden Echo
- Hugo Wolf: Italienisches Liederbuch, Spanisches Liederbuch

### Oratorien (Auswahl)
- Carl Philipp Emanuel Bach: Die Israeliten in der Wüste
- Johann Sebastian Bach: Matthäus-Passion, Johannes-Passion, Weihnachtsoratorium, Magnificat BWV 243a, h-Moll-Messe, Kantate BWV 21, Kantate BWV 27, Kantate BWV 36, Kantate BWV 51, Kantate BWV 68, Kantate BWV 146, Kantate BWV 175
- Leonard Bernstein: Mass
- Johannes Brahms: Requiem
- Giovanni Battista Ferrandini: Il Pianto di Maria
- Giovanni Gabrieli: Nunc dimittis, Lieto Godea
- Georg Friedrich Händel: Il Pianto di Maria
- Hans Leo Haßler: Cantate Domino
- Joseph Haydn: Arianna a Naxos
- Gustav Mahler: Symphonie IV
- Felix Mendelssohn Bartholdy: Elias, Paulus
- Claudio Monteverdi: Lamento della Ninfa, O quam pulchra es, Lamento d’Arianna
- Wolfgang Amadeus Mozart: Exsultate, jubilate, Missa in C, Requiem, Litaniae de beata Maria Virgine, Vesperae solennes de Confessore
- Giovanni Battista Pergolesi: Stabat Mater
- Henry Purcell: The blessed virgin´s expostulation
- Giovanni Battista Sammartini: L’Addolorata Divina Madre, Il pianto delle Pie Donne
- Antonio Vivaldi: In Furore, Per La Solennità di S. Antonio, Vos Aurae…

## Auszeichnungen und Nominierungen (Auswahl)
- 2012: Nominierung Preis der Deutschen Schallplattenkritik (Zeitgenössische Musik) Georges Aperghis: Wölfli-Kantata mit den Neuen Vocalsolisten Stuttgart
- 2012: Preis der Deutschen Schallplattenkritik Oscar Bianchi: Anahata-Concerto mit den Neuen Vocalsolisten Stuttgart, SWR Vokalensemble, Marcus Creed
- 2017: Nominierung als Sängerin des Jahres von der Zeitschrift Opernwelt für Elsa in Lohengrin von Salvatore Sciarrino bei den Osterfestspielen Salzburg
- 2017: Nominierung Preis der Deutschen Schallplattenkritik (Zeitgenössische Musik) Bernhard Lang: Cold Trip 1+2 mit Aleph Guitar Quartet, Juliet Fraser, Marc Knoop
- 2017: Nominierung Preis der Deutschen Schallplattenkritik (Zeitgenössische Musik) Modern Lied mit Jan Philip Schulze
- 2017: Preis Le Coup de Coers de l’Académie Charles Cros, Musique Contemporaine
- 2017: Nominierung Preis der Deutschen Schallplattenkritik (Zeitgenössische Musik) Gordon Kampe: Arien & Zitronen mit Ensemble Musikfabrik, Christian Eggen, Johannes Fischer, Ensemble Ascolta, Ensemble I.C.E.Q., SWR Vokalensemble, ex-ensemble, Marcus Creed
- 2017: Nominierung Preis der Deutschen Schallplattenkritik (Zeitgenössische Musik) Alberto Posadas: Sombras mit Carl Rosman, Quatuor Diotima
- 2019: Nominierung als Sängerin des Jahres von der Zeitschrift Opernwelt für Gwen in Psychose 4.48 von Philip Venables’ Musiktheater nach dem Schauspiel von Sarah Kane an der Semper Zwei in Dresden
- 2019: Preis „What a performance 2019“ für die LP Olivier Messiaen: Harawi mit Stefka Perifanova

## Diskografie (Auswahl)
- 12 Madrigali von Salvatore Sciarrino mit den Neuen Vocalsolisten Stuttgart (col legno, 2009)
- Music for Orchestra / Music for Six Voices / Music for 12 Cellos / Music for Five Stringed Instruments von Jay Schwartz mit hr-Sinfonieorchester, Cellisten des Radio-Sinfonieorchester Stuttgart, Kairos Quartett und den Neuen Vocalsolisten Stuttgart (Wergo, 2009)
- Aura von José María Sánchez Verdú mit den Neuen Vocalsolisten Stuttgart, Kammerensemble Neue Musik Berlin, Duo Alberdi & Aizpiolea, SWR Experimentalstudio (Kairos Music, 2010)
- Niebla (Szenen) von Elena Mendoza mit Ensemble Courage, Ensemble recherche und den Neuen Vocalsolisten Stuttgart (Wergo, 2011)
- Transit, Festival voor Nieuwe Muziek mit den Neuen Vocalsolisten Stuttgart und Ensemble recherche (2011)
- Donaueschinger Musiktage 2011 von Hans Thomalla mit MusikFabrik und SWR Experimentalstudio (NEOS, 2012)
- Kesik von Zeynep Gedizlioğlu mit Arditti Quartett, Ensemble Modern, SWR Sinfonieorchester Baden-Baden und Freiburg, Barbara Neumeier, Michael Dartsch, Lutz Gillmann und Oswald Sallaberger (col legno, 2012)
- La Didone Abbandonata von Michael Hirsch mit Sonar Quartett, Neue Vocalsolisten Stuttgart, Ensemble Courage, Daniel Ochoa und Titus Engel (Wergo, 2012)
- Madrigali von Johannes Schöllhorn, Andreas Dohmen und Clemens Gadenstätter mit den Neuen Vocalsolisten Stuttgart (col legno, 2013)
- Tracking Pierrot von Arnold Schönberg, Johannes Schöllhorn, Max Kowalski und Earl Brown (Testklang, 2014)
- Wölfli-Kantate von Georges Aperghis mit den Neuen Vocalsolisten Stuttgart, SWR Vokalensemble Stuttgart und Marcus Creed (Cypres Records, 2014)
- Anahata-Concerto von Oscar Bianchi mit Klangforum Wien, Neue Vocalsolisten Stuttgart, Ictus Ensemble, Ensemble Modern, Emilya Elias und Nieuw Ensemble (Musiques Suisses)
- Drama mit den Neuen Vocalsolisten Stuttgart (col legno, 2014)
- Shadows von John Dowland mit Jochen Feucht, Friedemann Wuttke und Werner Matzke (Profil Edition Günter Hänssler, 2014)
- Escalier du Chant von Olaf Nicolai mit den Neuen Vocalsolisten Stuttgart (Spector Books, 2014)
- Myth and Mythopoeia von John Zorn mit Arditti Quartett, Talea Ensemble, Jeff Zeigler, Chris Otto, Jay Campbell und Stephan Gosling (Tzadik, 2014)
- Pandora's Box von Rebecca Saunders, Luke Bedford und John Zorn mit Arditti Quartett (col legno, 2014)
- Multiplicidad von Luis Codera Puzo mit Ensemble Modern, Ensemble recherche und Mariano Chiacchiarini (Ernst von Siemens Musikstiftung und col legno, 2014)
- Journal Time von Luc Ferrari mit Rei Nakamura, Lisette Malidor, Élise Caron, Brunhild Meyer-Ferrari und Philippe Adrien (Testklang, 2015)
- Wasser von Arnulf Herrmann mit Ensemble Modern, Boris Grappe und Schola Heidelberg (Ensemble Modern Medien, 2015)
- Die Israeliten in der Wüste von Carl Philipp Emanuel Bach mit Anja Petersen, Daniel Johannsen, Johannes Weisser, Chorus Musicus Köln, Das Neue Orchester und Christoph Spering (Deutsche Harmonia Mundi, 2015)
- Wechselspiele von Tom Sora mit Heather Cottrell, Klaus Peter Werani, Hanno Simons, Andreas Skouras, Johannes Öllinger, Martin Steuber und Thomas Hastreiter (Wergo, 2017)
- More Nonsense von Mátyás Seiber mit Kilian Herold (Avi, 2017)
- The Cold Trip von Bernhard Lang mit Juliet Fraser, Mark Knoop und Aleph Guitar Quartet (Kairos Music, 2017)
- Modern Lied von Helmut Lachenmann, Heinz Holliger, Salvatore Sciarrino, György Kurtág, Wolfgang Rihm und Bernhard Lang mit Jan Philip Schulze (Mode Records, 2017)
- Arien/Zitronen von Gordon Kampe mit SWR Vokalensemble Stuttgart, MusikFabrik, Ensemble Ascolta, Ensemble I.C.E.Q., Radio-Sinfonieorchester Stuttgart des SWR, Christian Eggen, Titus Engel, Johannes Fischer und Marcus Creed (col legno, 2017)
- Sombras von Alberto Posadas mit Carl Rosman und Quatuor Diotima (Naïve Records, 2018)
- Harawi von Olivier Messiaen mit Stefka Perifanova (Mode Records, 2020)[13]
- Killer Instincts mit The Gurks und Songs von Tom Waits, Randy Newman, Joe Walsh, Alan Price, Screamin’ Jay Hawkins u. a. (Mode Records, 2020)[14][7][15]